# Sergei Alexandrowitsch Pessjakow
Sergei Alexandrowitsch Pessjakow (russisch Сергей Александрович Песьяков; * 16. Dezember 1988 in Iwanowo, Russische SFSR, UdSSR) ist ein russischer Fußballtorwart.

## Karriere
Der Torwart spielte von 2006 bis 2009 für Schinnik Jaroslawl. Im Jahr 2009 ist er zu Spartak Moskau gewechselt. Dabei wurde Pessjakow 2011, 2012 und 2015 verliehen. Den hauptstädtischen Verein verließ er 2017 Richtung FK Rostow.

## Erfolge
- Russischer Meister: Premjer-Liga 2016/17